# Asciodes
Asciodes is een geslacht van vlinders van de familie van de grasmotten (Crambidae), uit de onderfamilie van de Spilomelinae. De wetenschappelijke naam en de beschrijving van dit geslacht zijn voor het eerst gepubliceerd in 1854 door Achille Guenée. Guenée beschreef ook de eerste soort uit het geslacht, Asciodes gordialis, die als typesoort is aangeduid.

## Soorten
- Asciodes denticulinea (Schaus, 1940)
- Asciodes gordialis Guenée, 1854
- Asciodes quietalis (Walker, 1859)
- Asciodes scopulalis Guenée, 1854
- Asciodes titubalis Möschler, 1890